# Michel Darbellay
Michel Darbellay (* 21. August 1934 in Orsières; † 11. Juni 2014 in Martigny) war ein Bergsteiger aus der Schweiz.

## Karriere
Darbellay wuchs mit sieben Geschwistern auf und begann schon in frühen Kinderjahren mit dem Klettern und Bergsteigen. Später arbeitete er als Bergführer sowie Skiführer und stieg zum Technischen Leiter der Schweizerischen Bergführerausbildung auf. Nach seiner aktiven Bergsteigerzeit eröffnete er mit seiner Frau ein Feriencamp für Kinder und leitete danach einen Campingplatz in La Fouly.
Als seine grösste alpinistische Leistung gilt der erste Alleindurchstieg der Eiger-Nordwand im August 1963 innerhalb von nur 18 Stunden. Ende Juli war bei einem Solo-Versuch sogar der Spitzenalpinist Walter Bonatti zum Rückzug gezwungen worden, andere Alleingeher wie Diether Marchart, Adolf Derungs oder Adi Mayr waren tödlich verunglückt.
Weiters wurde er für seine schnellen Durchstiegszeiten berühmter Alpenwände bekannt. So schaffte er 1960 den Petit Dru-Südwestpfeiler (Bonattipfeiler) in nur zwölf Stunden, 1961 die Aiguille Noire-Westwand in sechseinhalb Stunden und 1962 die Matterhorn-Nordwand in sechs Stunden.
Die Matterhorn-Nordwand durchstieg er erneut 1965, die Eiger-Nordwand erneut 1975 mit einem Seilpartner. 1967/1968 gelang ihm mit Alessandro Gogna die Winter-Erstbegehung der berühmten Piz Badile-Nordostwand. Weitere Erfolge hatte er an der Civetta-Nordwestwand, dem Grandes Jorasses-Walkerpfeiler, der Aiguille du Midi-Südwand und der Grand Capucin-Ostwand.
1964 war er Teilnehmer einer Expedition nach Nepal, wo er an erfolglosen Erstbesteigungsversuchen am Dorje Lapka (6.966 m) und am Ganchempo (6.378 m) teilnahm. 1967 machte er mehrere Erstbegehungen in Grönland und führte 1969 eine Expedition auf den Mount McKinley. 1969 war er in Alaska.

## Auswahl von Erstbegehungen
- Nordwand und Ostwand des Petit Clocher du Portalet
- Nordostwand des Pointe Walker an den Grandes Jorasses
- Nordostwand des Ponte Volluz
- Nordwand des Petit Grépillon
- Nordostwand des Piz Badile im Winter
- Winterüberschreitung des Aiguilles Dorées
- Ostwand des Mont Dolent im Winter
- Nordpfeiler am Tête Biselx an der Aiguille Dorée mit anschliessender Überschreitung